# Temognatha obesissima
Temognatha obesissima es una especie de escarabajo del género Temognatha, familia Buprestidae. Fue descrita científicamente por Thomson en 1879.